# Парк XVIII століття (Сокальський район)
Парк XVIII столі́ття — парк-пам'ятка садово-паркового мистецтва місцевого значення в Україні. Розташований у селі Тартаків Шептицького району Львівської області. 
Площа 5 га. Статус надано згідно з рішенням Львівського облвиконкому № 495 від 09.10.1984 року. Перебуває у підпорядкуванні Тартаківської сільської ради. 
Статус надано з метою збереження старовинного парку XVIII століття. На території парку розташована садиба Потоцьких. 

## Фотогалерея

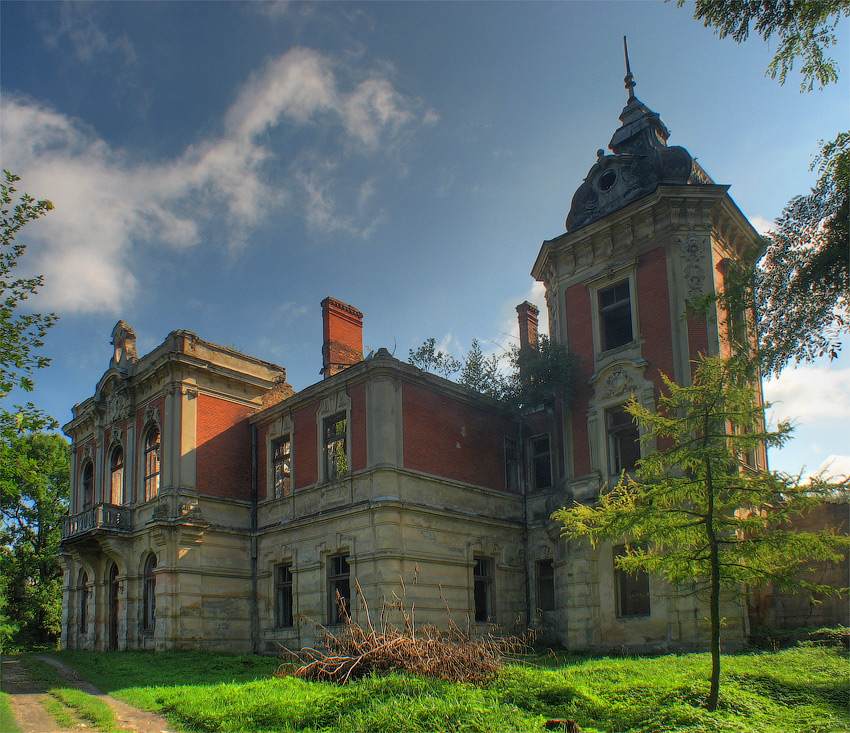
Залишки палацу Потоцького у парку
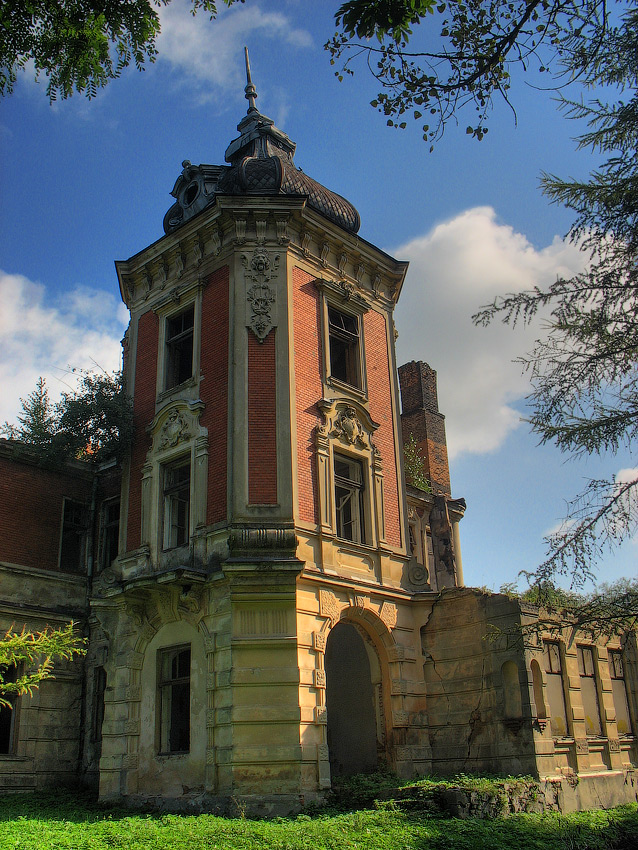
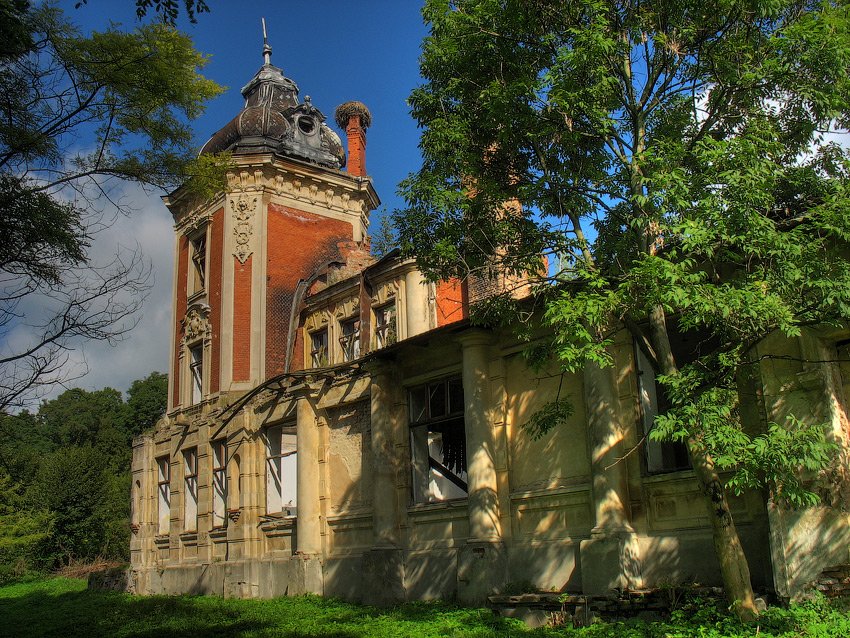
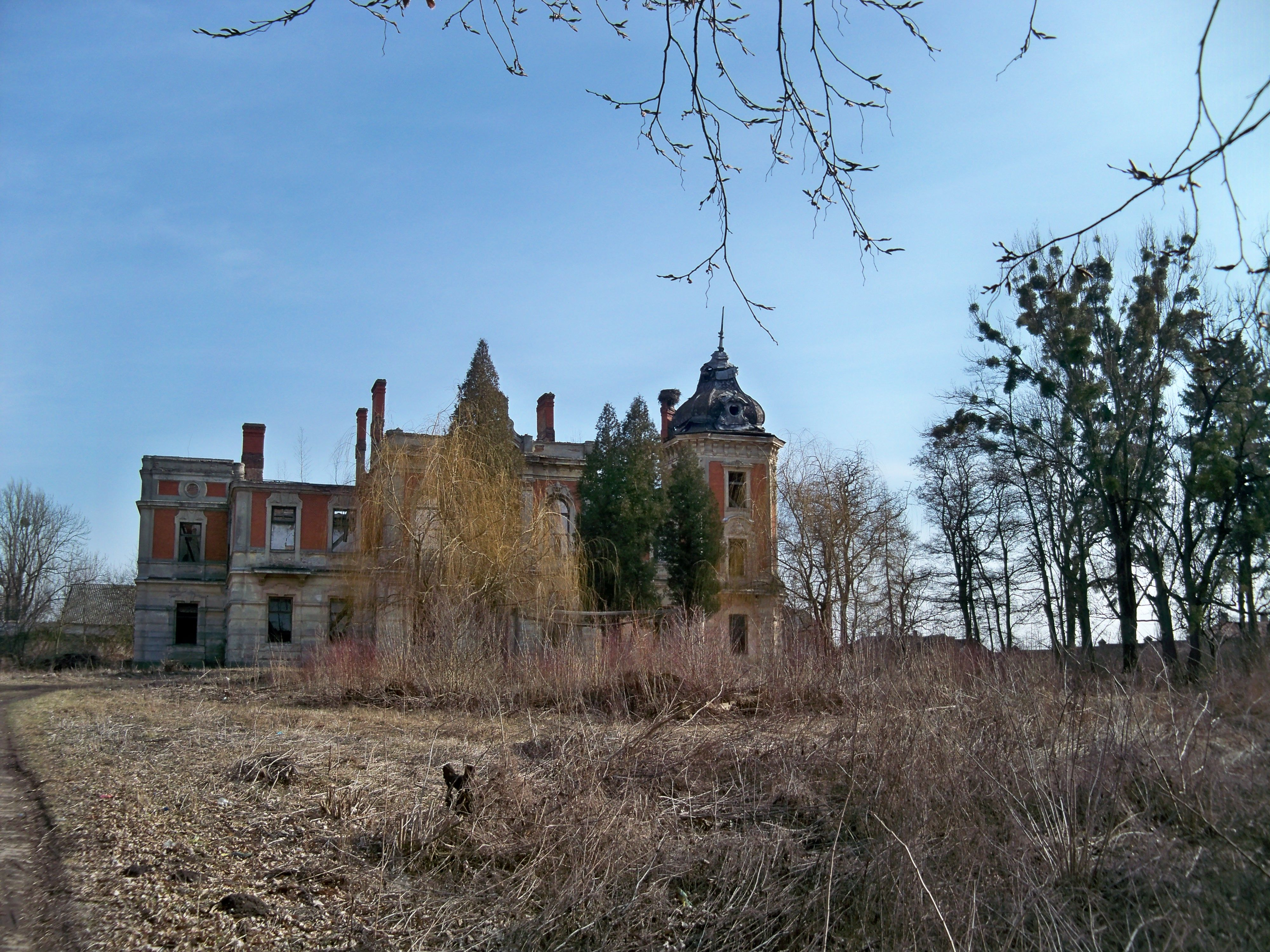
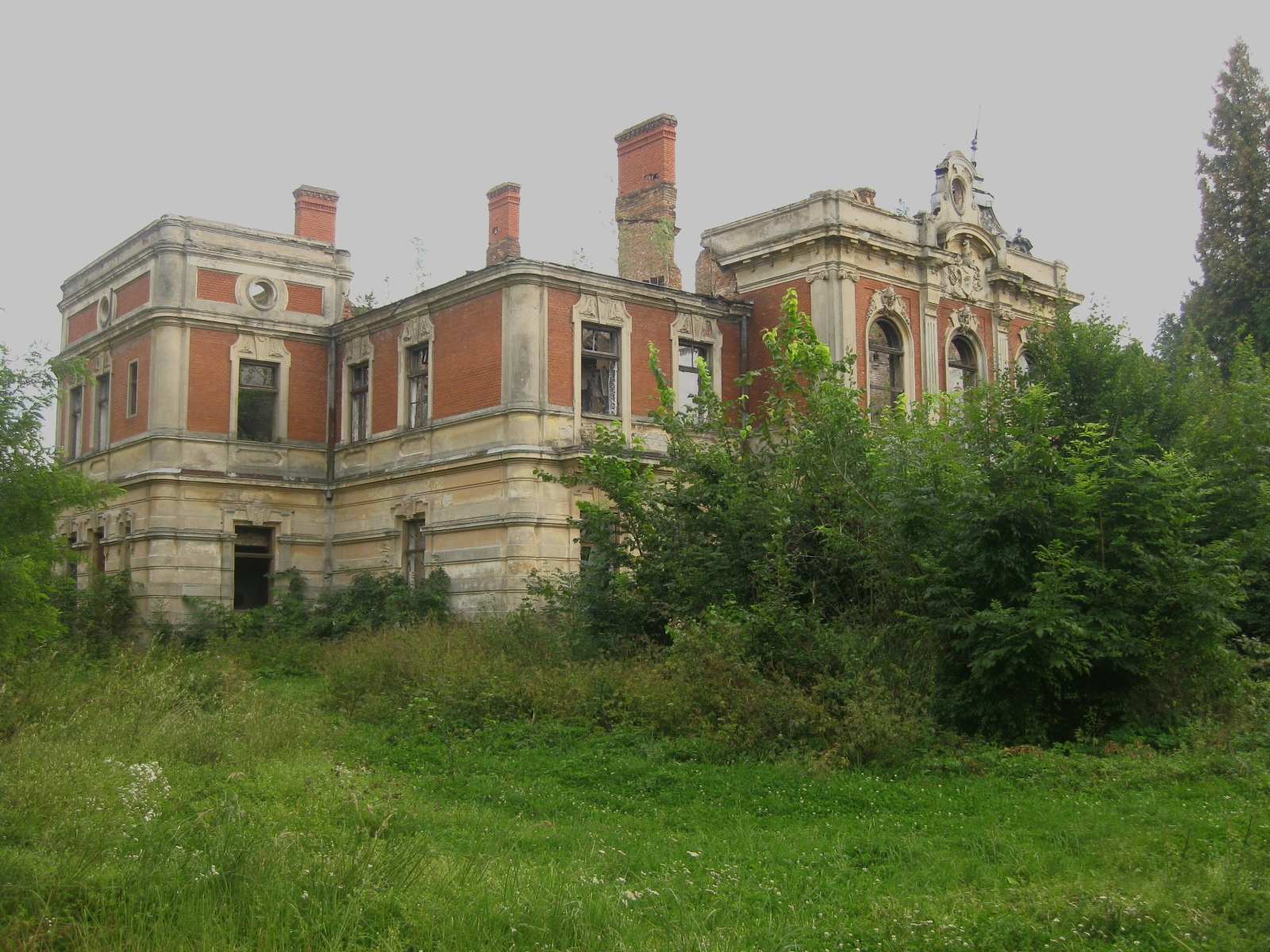